# Sam Hill (beisbolista)
Samuel Hill (2 de mayo de 1926 - 4 de abril de 1977) fue un jardinero de béisbol estadounidense en la Liga Negra en la década de 1940.
Originario de New Castle, Alabama, Hill hizo su debut en la Liga Negra en 1946 con los Chicago American Giants. Jugó tres temporadas con Chicago y fue seleccionado para el Juego de las Estrellas del Este y el Oeste de 1948. Hill luego jugó en ligas menores en la Liga Mandak de 1950 a 1952, y posteriormente jugó para los Williamsport Grays, Charlotte Hornets y Duluth-Superior White Sox. Falleció en 1977 a los 50 años de edad.